# Gametogonie
Gametogonie, syngamie of plasmogamie waarbij twee gameten (geslachtscellen) versmelten en na de versmelting van hun beider celkernen tot een zygote. Het is een stap in de voortplanting van een organisme. Hierbij zijn de gameten haploïde (n) en de zygote diploïde (2n). Deze hebben een dubbele set chromosomen, aangegeven met 2n.
De twee geslachtscellen zijn vaak afkomstig van verschillende individuen (tweehuizigheid), maar er zijn ook eenhuizig organismen die beide typen gameten kunnen produceren. Dit komt voor bij meercellige organismen die zich geslachtelijk voortplanten. 
De versmelting van de celkernen van de geslachtscellen vindt niet altijd direct plaats, zodat de cellen twee haploïde celkernen bevatten. Pas als ook de kernversmelting (karyogamie) heeft plaatsgevonden vormt zich de diploïde zygote. Zo hebben veel schimmels tijdens een deel van hun levenscyclus twee kernen in de cellen, doordat er tussen de celversmelting en de kernversmelting nog een aparte fase met groei en ontwikkeling is tussengevoegd. Deze schimmels hebben dus in deze fase twee kernen per cel en heten dan ook Dikaryomycota.
Meercellige organismen bezitten speciale voortplantingsorganen waarbinnen de geslachtscellen zich ontwikkelen. Nakomelingen van een voortplanting ontvangen de erfelijke eigenschappen van beide ouders, waardoor voortplanting van groot is belang voor de evolutie. 
Bij dieren gaat aan de voortplanting vaak een paring vooraf, meestal met specifiek voortplantingsgedrag. Eencelligen en draadwieren kunnen conjugatie vertonen.

## Typen gametogonie
Bij gametogonie kunnen de volgende verschillen worden onderscheiden:
- bevruchting: algemene term voor versmelting van twee haploïde gameten of gameetkernen
- plasmogamie, conjugatie: versmelting van het cytoplasma van twee gameten of van twee thalli
- karyogamie, kernversmelting: versmelting van twee gameetkernen
- gametangiogamie: versmelting van gametangia waarbij de gameten gereduceerd zijn tot kernen
- sifonogamie: door het buisvormig uitgroeien van het microprothallium wordt een generatieve kern bij eicel gebracht
- somatogamie: versmelting van twee normale cellen van de planten
- anastomose: versmelting van twee hyfen met uitwisseling van kernen

- isogamie: de versmelting van morfologisch gelijke (en hoogstens fysiologisch verschillende) gameten, anisogamie is de versmelting van morfologisch verschillende beweeglijke gameten: micro- en macrogameet

- planogamie: als de versmelting van twee zoögameten een beweeglijke planozygote oplevert
- aplanogamie: als de versmelting van een beweeglijke gameet en een niet-beweeglijke gameet een zygote oplevert

- oögamie (een vorm van anisogamie en van aplanogamie):
  - eicellen: vrouwelijke gameten zijn niet beweeglijk en (meestal) groter dan de mannelijke gameten
  - beweeglijke spermatozoïden, of niet beweeglijke spermatiën

## Typen zygoten
Een zygote is het product van versmelting van twee gameten. De volgende typen zygoten komen voor:
- aplanozygote: de zygote is onbeweeglijk
- planozygote: de zygote is beweeglijk: met flagellen
- amoebozygote: amoeboïde zygote die zich als een amoebe kan voortbewegen, soms met flagellen
- hypnozygote: zygote in ruststadium met verdikte wand
- oöspore: in gametangium gevormde zygote in ruststadium
- zygosporangium: ruststadium, ontstaan door gametangiogamie (versmeltingsproduct van twee gametangiën)
- heterokaryon, heterozygote diploïdie: versmeltingsproduct bij genetische recombinatie zonder meiose bij parasexuele cyclus

Schema van de meiose of reductiedeling